# Théodore Studite
Pour les articles homonymes, voir Saint Théodore.
 (janvier 2025).
Si vous disposez d'ouvrages ou d'articles de référence ou si vous connaissez des sites web de qualité traitant du thème abordé ici, merci de compléter l'article en donnant les références utiles à sa vérifiabilité et en les liant à la section « Notes et références ».
Théodore Studite, Théodore le Studite ou le Stoudite, c'est-à-dire le moine du Stoudion, né à Constantinople en 759 et mort dans le golfe de Nicomédie le 11 novembre 826, est une des plus grandes figures de l'Église de Constantinople et un fervent défenseur de l'iconodulie.
C'est un saint chrétien fêté le 11 novembre en Occident et le 12 novembre en Orient (dormition) et le 26 janvier pour les orthodoxes (translation de ses reliques dans le monastère du Stoudion).

## Sources
Il existe trois recensions de la Vita Theodori Studitæ, désignées par les lettres A (BHG 1755), B (BHG 1754) et C (BHG 1755d). Les deux premières sont reproduites dans le vol. 99 de la PG (Vita A col. 113-232 ; Vita B col. 233-328). Pour la Vita C : éd. V. Latišev, « Vita S. Theodori Studitæ in codice Mosquensi musæi Rumianzoviani no 250 », Vizantiskij Vremennik XXI, 1914, p. 258-304. La plus ancienne serait la Vita B, attribuée à un moine Michel, qui date de la fin du IXe siècle (après 868, année de la mort de l'higoumène Nicolas le Studite, soit un demi-siècle après la mort de Théodore). Cette Vita B paraît avoir servi de modèle aux deux autres : la Vita A en est un embellissement du Xe siècle ; la Vita C, plus tardive, mêle les deux.
Aux Vies, il faut joindre la « lettre encyclique » rédigée après la mort de Théodore par son disciple et successeur désigné Naukratios (Encyclica de obitu S. Theodori, en PG 99, col. 1824-49) et le texte anonyme sur la translation des restes de Théodore et de son frère au Stoudion (Translatio Theodori et Iosephi fratris, éd. Charles Van de Vorst, « La translation de saint Théodore Studite et de saint Joseph de Thessalonique », Analecta Bollandiana 32, 1913, p. 27-62).
Sinon les informations viennent principalement de l'œuvre même de Théodore, notamment les oraisons funèbres de sa mère Théoctiste et de son oncle Platon, et son abondante correspondance (560 lettres conservées, à partir de 796, jusqu'à sa mort).

## Biographie

### Une grande famille de Constantinople
Théodore est né à Constantinople en 759 dans une famille de très hauts fonctionnaires: son père Photin était tamias tôn basilikôn chrêmatôn (c'est-à-dire sans doute sacellaire, ministre des finances), sa mère Théoctisté. Une trentaine de membres de sa parenté sont connus dans les documents de l'époque, dont Théodote, la deuxième femme de l'empereur Constantin VI. Son frère est saint Joseph de Thessalonique (762-832). L'higoumène saint Platon est son oncle maternel.
Il reçut une éducation soignée, conforme à son rang social, dans les disciplines enseignées à l'époque: la grammaire, la rhétorique et la prosodie antiques, la logique d'Aristote; sa mère Théoctiste était autodidacte (étant restée très jeune orpheline, son éducation avait été négligée), mais elle passait une partie de ses nuits à s'instruire en lisant le Psautier, et était très soucieuse de l'éducation de ses enfants. L'oncle maternel Platon (735-814), lui-même haut responsable de l'administration fiscale, avait abandonné son office pour embrasser la vie religieuse en 759, année de naissance de Théodore, et vécut ensuite comme moine au monastère des Symboles en Bithynie. Il semble qu'à cette époque la famille, bien que très pieuse, n'ait pas vraiment pris position sur la question du culte des images.
Vers 780, après la mort de l'empereur Léon IV, Platon rendit visite à la famille de sa sœur à Constantinople, et persuada tout le monde de se convertir à la vie monastique: Théodore, son père Photin, ses deux frères Joseph et Euthyme et trois frères de Photin partirent avec lui pour la Bithynie où ils fondèrent, sur son ancienne propriété de Boskytion, à l'emplacement d'un oratoire préexistant, un nouveau monastère appelé Sakkoudion. Platon en fut l'higoumène, et Théodore son bras droit. Les femmes de la famille (dont Théoctiste et sa fille) étaient aussi entrées en religion à Constantinople.

### Défense du mariage
À partir de l'élévation de Taraise au patriarcat, en 784, les moines du Sakkoudion soutinrent l'entreprise de restauration du culte des images, accomplie avec le deuxième concile de Nicée en 787. Peu après ce concile, Théodore fut ordonné prêtre par Taraise. En 794, il devint formellement higoumène du Sakkoudion, tandis que son oncle Platon se retirait de toute activité et se vouait au silence.
La même année, l'empereur Constantin VI décida de répudier son épouse Marie d'Amnia pour épouser la koubikoularia (suivante) de celle-ci, Théodote, qui était devenue sa maîtresse (et se trouvait être une cousine de Théodore). Les accusations portées contre Marie d'Amnia étant fumeuses, le patriarche Taraise aurait tenté quelque temps de résister, mais finalement il céda et autorisa le nouveau mariage, célébré non par lui-même, mais par Joseph, un prêtre de Sainte-Sophie.
C'est alors que Théodore se posa en défenseur de l'« acribie », l'application stricte de la loi religieuse, sans considération des circonstances ni des personnes: il dénonça le mariage illégitime et exigea l'excommunication du prêtre Joseph et de tous ceux qui avaient, après sa forfaiture, maintenu avec lui la communion (ce qui concernait apparemment l'empereur, le patriarche et toute la cour). Constantin semble avoir tenté d'amadouer Théodore et Platon, qui, par le mariage litigieux, étaient devenus ses parents par alliance: prenant les eaux aux thermes impériaux de Pruse, il les invita à venir le rencontrer, mais ils refusèrent.
Ulcéré, l'empereur envoya des troupes au Sakkoudion pour les arrêter, disperser les moines et fermer le monastère. Théodore fut fouetté et exilé avec dix autres moines à Thessalonique; Platon fut incarcéré à Constantinople. Les exilés arrivèrent à Thessalonique en mars 797, mais n'y restèrent pas longtemps: en août de la même année, Constantin fut renversé et eut les yeux crevés sur l'ordre de sa propre mère Irène, qui annula aussitôt les condamnations. Le prêtre Joseph fut destitué, et Théodore reçu au palais par l'impératrice (qui, ayant pris le pouvoir, se fit d'ailleurs appeler « empereur »). Ainsi prit fin provisoirement l'histoire assez embrouillée qui est restée dans l'histoire sous le nom de « schisme mœchien » (du grec moichios, « relatif à un adultère »).

### Refondation du monastère du Stoudion

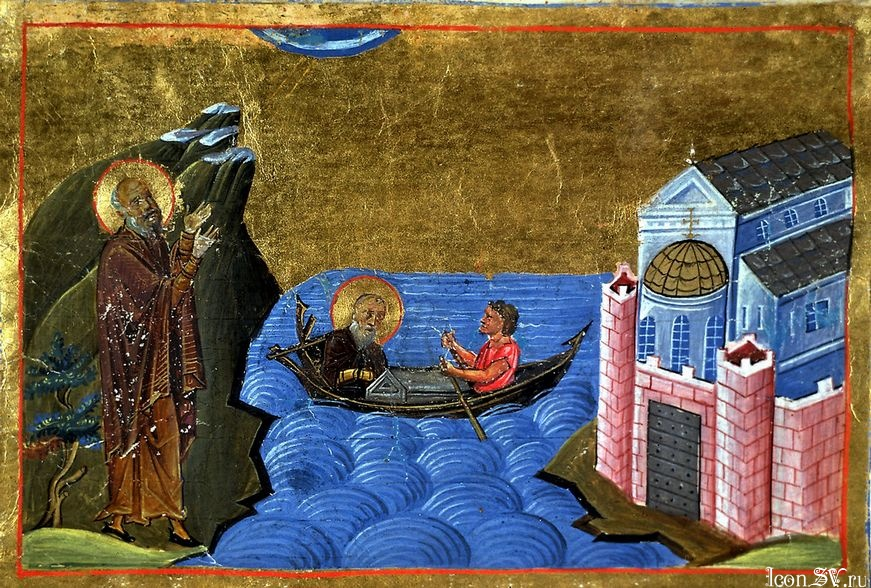
Miniature byzantine du XIe siècle représentant le monastère du Stoudion. Ménologe de Basile II.

Théodore et ses compagnons retournèrent au Sakkoudion, mais bientôt, en 798 ou 799, Irène l'Athénienne invita Théodore et Platon à venir s'installer à Constantinople pour relever l'ancien monastère Saint-Jean de Stoudios, fondé au Ve siècle par le dignitaire de ce nom, mais à l'époque, semble-t-il, à peu près abandonné. Cette proposition fut peut-être en partie motivée par les raids qu'effectuaient alors les Arabes en Asie Mineure, et qui arrivaient désormais jusqu'en Bithynie ; également, le monachisme prôné par Théodore était fort peu porté à l'isolement dans un désert et à la rupture avec la vie sociale, et qu'en tout cas l'installation en milieu urbain ne le contrariait en rien.
Théodore se lança dans des travaux très importants, fit construire une bibliothèque, un scriptorium et plusieurs ateliers pour assurer l'auto-suffisance du monastère du Stoudion dont il fit rapidement le plus important de la capitale. Il mit en place autour de lui une congrégation, dont faisaient partie le Sakkoudion et au moins trois autres monastères, et qu'il dirigeait par un courrier abondant acheminé régulièrement par ce qui ressemblait à une poste privée. Les homélies qu'il adressait trois fois par semaine à ses moines (les catéchèses) devinrent vite célèbres. Il fit du monastère refondé l'un des centres les plus influents du monachisme byzantin, et en proposa, sur plusieurs points, un nouveau modèle, différent du monachisme oriental des siècles précédents.

### Conflit avec les deux Nicéphore
En février 806, le patriarche Taraise mourut et il fallut pourvoir à son remplacement. L'empereur Nicéphore Ier choisit un haut fonctionnaire laïc, son homonyme, à qui on fit franchir en quelques jours tous les échelons de la hiérarchie ecclésiastique (on avait du reste procédé de même en 784 pour Taraise, qui, avant son élévation au patriarcat, était prôtoasêkrêtis, chef de la chancellerie impériale, comme son successeur l'avait été). Les Stoudites élevèrent immédiatement une protestation publique, qui provoqua l'incarcération de Théodore et de Platon pendant vingt-quatre jours.
Peu après, l'empereur demanda au nouveau patriarche Nicéphore de réhabiliter l'ex-prêtre Joseph, sans doute parce qu'il avait tenu avec succès le rôle d'intermédiaire dans les négociations qui suivirent la rébellion de Bardane le Turc (803). Le patriarche tint sur la question un synode auquel Théodore assista, et qui décida la réintégration de Joseph dans le sacerdoce. Théodore ne fit aucune objection sur le moment. Vers la même époque (en 806 ou 807), Joseph, le frère de Théodore, fut nommé archevêque de Thessalonique par le patriarche Nicéphore.
C'est au début de 808 que Théodore fit savoir qu'il refusait de reconnaître comme valide la réhabilitation du prêtre Joseph, et qu'il refusait d'entrer en communion, non seulement avec lui, mais avec tous ceux qui communiaient avec lui, ce qui, implicitement, incluait l'empereur et le patriarche. Dans une lettre ouverte, il offrit de venir s'expliquer devant l'empereur, et de se prosterner devant lui comme empereur. Le souverain ignora cette offre. À la fin de l'année 808, Joseph, frère de Théodore, vint à Constantinople et séjourna au monastère du Stoudion. Il refusa, comme archevêque de Thessalonique, d'assister à la messe de Noël à Sainte-Sophie; en conséquence, il fut immédiatement destitué de son titre épiscopal. Peu après, Théodore, Joseph et Platon furent arrêtés; un synode tenu en janvier 809 les déclara schismatiques; ils furent relégués dans les îles des Princes (Théodore à Chalki, Joseph à Proti, Platon à Oxeia). Ce fut le deuxième acte du « schisme mœchien ».
Cette relégation n'empêcha pas Théodore de demeurer très actif par voie de lettres, et de continuer en fait à diriger sa congrégation. En juillet 811, l'empereur Nicéphore Ier mourut à la guerre, et son successeur Michel Ier Rhangabé abrogea les condamnations. Le prêtre Joseph fut à nouveau destitué, et le patriarche Nicéphore et les Stoudites se réconcilièrent superficiellement.
Cependant l'higoumène et le patriarche continuèrent à représenter deux orientations opposées. L'empereur annonça son intention de réprimer deux groupes d'hérétiques présents en Asie Mineure, les Pauliciens et les Athingans; consultés sur la légitimité d'appliquer la peine de mort aux hérétiques, le patriarche Nicéphore répondit par l'affirmative, Théodore par la négative (« Les hérétiques doivent être convertis et non tués »). De même, Kroum, le khan des Bulgares, ayant proposé de conclure la paix moyennant un échange de déserteurs, le patriarche conseilla à l'empereur d'accepter, tandis que Théodore le pressa de refuser, car cela signifiait livrer des chrétiens à un païen. Dans les deux cas l'avis de Théodore prévalut, mais avec de fâcheuses conséquences dans le second: à la fin de 812, Kroum s'empara de la ville de Mésembrie et en massacra les habitants chrétiens.
Le 4 avril 814, Platon mourut dans le monastère du Stoudion, après une longue maladie. L'oraison funèbre que Théodore composa en cette occasion (appelée parfois Vie de saint Platon) est notre principale source d'information sur l'histoire de sa famille.

### Âme de la résistanceiconodule
Au printemps 814, le nouvel empereur Léon V l'Arménien manifesta son intention de rétablir l'iconoclasme comme doctrine officielle, et il chargea Jean le Grammairien et Antoine Cassymatas, évêque de Syllaion, de réunir les documents pour justifier cette décision. Le patriarche Nicéphore s'opposa vigoureusement à ce projet et groupa autour de lui de fermes partisans du culte des images. Le jour de Noël 814, une dispute fut organisée devant l'empereur entre iconoclastes, dirigés par Jean le Grammairien, et iconodules, menés par le patriarche Nicéphore. Théodore et son frère Joseph, présents, se rangèrent dans le camp des iconodules.
En mars 815, le patriarche Nicéphore fut déposé et exilé dans un monastère de Bithynie. Le 25 mars, dimanche des Rameaux, les Stoudites défilèrent dans la vigne de leur monastère, au vu de tout le voisinage, en portant des icônes. Le nouveau patriarche désigné, Théodote Cassitéras, tint un synode à Sainte-Sophie en avril et proclama la restauration de l'iconoclasme. Aussitôt Théodore envoya partout des lettres appelant à se révolter contre la décision du synode. Il fut arrêté et conduit dans la forteresse de Métopa au bord du lac d'Apollonia près de Pruse. Comme il parvenait à maintenir le contact avec ses partisans, toujours par lettres, il fut transféré un an plus tard (avril ou mai 816)  dans la forteresse de Bonéta située en Anatolie centrale (près du lac salé d'Aci-Tuz-Göl). Mais ça ne l'empêcha pas de correspondre encore, ayant visiblement de nombreux appuis : quand l'empereur Léon V ordonna qu'il fût fouetté, ses geôliers refusèrent de s'exécuter.
En 817, Théodore écrivit au pape Pascal Ier et aux patriarches d'Antioche et de Jérusalem pour les appeler à tenir un concile et à condamner l'iconoclasme. Cette fois, en ordonnant de le fouetter, l'empereur s'assura de l'exécution de son ordre : Théodore fut tellement malmené qu'il dut rester alité. Après son rétablissement, il fut conduit à Smyrne (fin mai-début juin 819).
Le jour de Noël 820, Léon V fut assassiné à Sainte-Sophie. Théodore fut alors élargi (janvier 821). Il écrivit deux lettres au nouvel empereur Michel II, dont les iconophiles espéraient qu'il rétablirait le culte des images. Mais une audience au palais, à laquelle Théodore assista, n'aboutit qu'à lui faire dire qu'il comptait laisser l'Église comme il l'avait trouvée, et qu'il permettait aux moines de vénérer les icônes, mais seulement en dehors de la capitale.
Théodore retourna en Anatolie, où il continua la lutte en faveur du culte des images, mais on ignore le détail de ses actions dans ses dernières années. Il aurait participé en 823 ou 824 à une réunion d'une centaine d'iconodoules, avec notamment l'ermite Joannice et les métropolites de Chalcédoine et de Nicée, mais des tiraillements semblent s'y être exprimés dans le parti. Il protesta aussi, en 823, contre le mariage de Michel II avec la fille de Constantin VI, Euphrosyne, qu'il fit extraire d'un couvent, mais sur un ton bien moins virulent qu'au temps du « schisme mœchien ».
Dans les derniers temps, il résida au monastère de Saint-Tryphon dans le  golfe de Nicomédie en Bithynie. C'est là qu'il mourut le 11 novembre 826, après avoir, dit-on, dicté son « testament » (en fait des instructions pour un supérieur de monastère) à son disciple et successeur désigné Naukratios. Ses restes, avec ceux de son frère Joseph, furent transférés au monastère de Stoudios le 26 janvier 844, après la restauration du culte des images.

## Le Monachisme selon Théodore Studite

### Conception de la vie religieuse
Le monachisme oriental avait traditionnellement une forme assez individualiste et anarchique; il consistait d'autre part souvent en une rupture totale ou quasi totale avec la société, sur le modèle des anachorètes égyptiens comme saint Antoine, dont la Vie, attribuée à Athanase d'Alexandrie, était l'une des principales sources d'inspiration de tout le mouvement monastique oriental.
Cette tradition, à l'époque de Théodore, était représentée avec éclat par l'ermite Joannice du mont Olympe de Bithynie. Il arrive à Théodore d'exprimer son admiration et son estime pour lui, mais il conseille explicitement à ses moines de ne pas suivre son exemple. Il y eut à cette époque une certaine opposition entre le modèle de retrait du monde représenté par les moines « olympiens » et le monachisme urbain et impliqué dans les controverses incarné par les moines « stoudites ».
Mais il existait aussi dans le monde grec, avant Théodore, une tradition de monachisme plus communautaire: à la suite de Pacôme le Grand, Basile de Césarée, sans rédiger vraiment de règle, avait préconisé pour les moines la vie en commun, l'obéissance à l'higoumène, l'obligation du travail (manuel ou intellectuel), plus importante à ses yeux que les grandes austérités chères aux Pères du désert, et un programme quotidien de prières minutieusement réglé. Au temps de Justinien, les moines avaient reçu obligation de vivre dans des monastères communautaires, avec un seul réfectoire et un seul dortoir, soumis à la juridiction de l'évêque du lieu; les dérogations étaient très limitées. L'une des principales références de Théodore est Dorothée de Gaza, réformateur monastique du VIe siècle, plus proche de lui que Basile de Césarée.

### Organisation de la vie religieuse
Le rôle et la responsabilité de l'higoumène sont considérés comme essentiels: il a renoncé à sa famille et à ses biens pour se consacrer entièrement à sa communauté, dont il est le « Père » spirituel. Dans tous ses actes, il prend conseil des moines les plus anciens. Il est assisté d'un adjoint, appelé le « second » (deuteros), et de préposés aux différents domaines: un économe, un préposé à la discipline, un responsable de la musique religieuse, etc., selon le principe de la division des tâches.
L'higoumène est seul juge des délits commis par les moines, qui ne sauraient relever d'une juridiction laïque. Les peines prononcées sont les jeûnes, les privations de communion, les prosternations répétées, les séquestres, mais les châtiments corporels sont exclus comme dégradants.
La communauté des biens est entière et va jusqu'aux vêtements: ceux-ci sont lavés tous les samedis et redistribués indifféremment. Le régime alimentaire est spartiate: pas de viande; jeûne avec pain, eau et légumes secs le mercredi, le samedi et pendant les quatre carêmes.
À l'aube, la simandre (sorte de gong) retentit trois fois: c'est l'heure de la lecture de prime à l'église. Ensuite, il y a une récitation toutes les trois heures pendant la journée (tierce, sexte, none, vêpres et complies). Entre les récitations, ce sont les phases de travail, sauf deux heures de repos après la lecture de la sixième heure (c'est-à-dire midi). Tout en travaillant, les moines récitent le psautier, sauf dans le scriptorium. Le coucher se fait à sept heures l'hiver, à neuf heures l'été. Pendant la nuit (à une heure l'été et à trois heures l'hiver), il y a un office à l'église, pendant lequel l'higoumène reçoit les confessions des moines.

### Monastère du Stoudion
Le monastère du Stoudion est strictement enclos et organisé comme une unité auto-suffisante. Le travail, manuel ou intellectuel, est obligatoire pour tous, et il y a des corvées auxquelles nul n'échappe (pétrissage de la pâte à pain, déchargement des bateaux, ou travaux saisonniers). Dans le monastère stoudite, le travail est un critère de ferveur, il est la « messe du moine ». D'autre part, la possession d'esclaves est exclue pour les moines (cf. Ep., I, 10 : « Tu n'acquerras pas comme esclave, ni pour ton usage personnel, ni pour le monastère qui t'es confié, ni pour tes champs, l'être humain fait à l'image de Dieu : ce n'est permis qu'à ceux qui vivent dans le siècle »).
Le monastère est une véritable ruche, avec des laboureurs, des jardiniers, des menuisiers, des tisserands, des cordonniers, des maçons, des infirmiers, des scribes... Ces derniers sont devenus célèbres pour la qualité de leurs manuscrits, et ont joué un grand rôle, sinon dans l'invention, du moins dans la diffusion de la minuscule cursive qui remplaça l'ancienne onciale dans presque tous les manuscrits byzantins.
L’entrée dans le monastère peut se faire dès l'âge de 10 ans, mais généralement elle se produit vers 16 ou 17 ans. On appelle les nouveaux venus des novices. Ils prennent l’habit noir du moine, le schêma, symbole de sainteté.

### Échec du système
Théodore n’a cependant pas réussi à fonder un ordre monastique, même si la plupart des monastères byzantins se réfèrent à ses instructions ; le monachisme byzantin reste donc anarchique.
La cause principale est que l’érémitisme demeure le modèle. De plus, le monastère est formé d’un groupement lâche sous l’autorité d’un cénobe. Très souvent, le monastère est considéré comme une étape : le moine entre dans le monastère pour devenir un ermite.
Au IXe siècle et dans la première partie du Xe siècle, se multiplient sur l’Olympe de Bithynie de nombreux monastères indépendants. Cette surpopulation entraîne le départ de certains moines vers l’Athos (Chalcidique).

### La Règle
Sa Règle, connue sous le nom d'Hypotyposis (du grec ὑποτύπωσις, « ébauche », « modèle ») ou Typikon, fut codifiée peu après la mort de Théodore (peut-être par Nicolas le Studite, higoumène du Stoudion entre 847 et 868), et fut adoptée au mont Athos en 962, lorsque Athanase l'Athonite fonda le monastère de la Grande Lavra, et dans la « Rus' de Kiev », car Théodose de Kiev l'introduisit dans la laure des Grottes de Kiev en 1051. Elle fut aussi adoptée dans les couvents grecs de la Sicile normande. Elle est suivie dans la laure de Univ qui relève de l'Église grecque-catholique ukrainienne.

## Œuvres

### Textes conservés
- Petite Catéchèse et Grande Catéchèse (deux séries d'homélies monastiques déjà expressément distinguées dans les trois Vies ; la première composée de 134 pièces et très largement diffusée, transmise par environ 70 manuscrits antérieurs au XVe siècle, 160 en tout, avec des traductions en géorgien et en arabe, déjà présentée par la Vita B comme la plus importante des deux séries, datant sans doute des dernières années de la vie de Théodore, entre 821 et 826 ; la seconde organisée en trois livres déjà selon les Vies, d'une importance bien moindre que l'autre et conservée incomplètement par un manuscrit pour le premier livre, deux manuscrits incomplets pour le deuxième livre, deux manuscrits très incomplets pour le troisième livre, en tout environ 260 pièces conservées, dont les plus anciennes datent de la période de Sakkoudion entre 794 et 796 ; édition de la Petite Catéchèse : S. patris nostri et confessoris Theodori Studitis præpositi Parva Catechesis, éd. Emmanuel Auvray, Paris, 1891 ; traduction française : Théodore Studite. Petite Catéchèse, par Anne-Marie Mohr, coll. Les Pères dans la foi, Migne, Paris, 1993 ; éditions de la Grande Catéchèse : Theodori Studitæ Magna Catechesis, éd. Joseph Cozza-Luzi, Nova Patrum Bibliotheca, vol. 9, pt. 2, Rome, 1888, p. 1-127, avec 77 pièces, éd. Athanasios Papadopoulos-Kerameus, Saint-Pétersbourg, 1904, avec 143 pièces dont 23 communes avec Cozza-Luzi)
- Epigrammes (124 poèmes sur des sujets variés ; édition : Theodoros Studites : Jamben auf verschiedene Gegenstände, éd. Paul Speck avec traduction allemande de Franz Schwarz, de Gruyter, Berlin, 1968)
- Lettres (560 conservées, chronologiquement de 796 à 826 ; édition : Theodori Studitæ Epistulæ, éd. Georgios Fatouros, Corpus Fontium Historiæ Byzantinæ (Series Berolinensis 31), de Gruyter, Berlin, 1992, vol. I Prolegomena et epp. 1–70 continens, vol. II epp. 71–560 et indices continens)
- Oraison funèbre de sa mère Théoctiste (édition : PG 99, col. 883-902, et « Establishing a Holy Lineage : Theodore the Studite's Funerary Catechism for his Mother », éd. et trad. anglaise du texte par Stephanos Efthymiadis et Jeffrey Michael Featherstone, dans Theatron : Rhetorische Kultur in Spätantike und Mittelalter, sous la direction de Michael Grünbart, Berlin, 2007, p. 13-51)
- Oraison funèbre de Platon de Sakkoudion ou Vie de saint Platon (PG 99, col. 803-850)
- Antirrhetici adversus iconomachos (PG 99, col. 327-436) et Refutatio et subversio impiorum poematum Ioannis, Ignatii, Sergii et Stephani recentium christomachorum
- Panégyrique de Saint Théophane le Confesseur (BHG 1792b ; édition, sur la base du codex Athos Lavra E 169 : « The Panegyric to Theophanes the Confessor by Theodore the Studite », éd. Stephanos Efthymiadis avec trad. anglaise, Analecta Bollandiana 111, no 3-4, 1993, p. 259-290)
- Louange de l'apôtre Barthélemy (édition : Tre laudationes bizantine in onore di San Bartolomeo apostolo, di Teodoro Studita, Giuseppe umile e minimo, Niceta Paflagone, éd. Vittorio Giustolisi, avec trad. italienne, Palerme, 2004)
- Testament (BHG 1759 ; en fait sans doute réunion de textes rédigés par Théodore à plusieurs époques, constituée après sa mort par son disciple Naukratios)

### Textes d'attribution discutée
- Pénitentiels (PG 99, col. 1733 sqq. ; J. Leroy affirme l'authenticité de la première série, col. 1733-48)

### Ouvrages perdus
- Grand Catéchisme
- Traité des dispenses

### Ouvrage attribué
- Ode pour le Rétablissement du Culte des Images

## Écrits
Homélie de saint Théodore le Studite pour l'adoration de la Croix.
Les merveilles de la croix et leur préfiguration

« Quel don infiniment précieux que la Croix ! Oui, comme sa vue est belle ! La beauté qu'elle nous présente n'est pas mêlée de mal et de bien, comme jadis l'arbre du jardin d'Éden. Elle est tout entière admirable et belle à voir et à partager. En effet, c'est un arbre qui donne la vie et non la mort ; la lumière et non l'aveuglement. Elle fait entrer dans l'Éden, elle n'en fait pas sortir. Cet arbre sur lequel Christ est monté, comme un roi sur son char de triomphe, a perdu le diable, qui avait le pouvoir de la mort, en délivrant le genre humain de l'esclavage du tyran. C'est sur cet arbre que le Seigneur, comme un combattant d'élite, blessé aux mains, aux pieds et à son côté divin, a guéri les cicatrices du péché, c'est-à-dire notre nature blessée par le dragon mauvais.
Après avoir été mis à mort par le bois, nous avons trouvé la vie par le bois ; après avoir été trompés par le bois, c'est par le bois que nous avons repoussé le serpent trompeur. Quels échanges surprenants ! La vie au lieu de la mort, l'immortalité au lieu de la corruption, la gloire au lieu de la honte ! C'est avec à-propos que l'Apôtre s'est écrié : Je ne veux trouver ma gloire que dans la croix de notre Seigneur Jésus Christ par qui le monde a été crucifié pour moi, et moi pour le monde ! (Ga 6, 14). Car cette sagesse au-dessus de toute sagesse, qui a fleuri sur la croix, a rendu stupides les prétentions de la sagesse du monde. La connaissance de tout bien qui a fructifié sur la croix a retranché les bourgeons du mal.
Les préfigurations de ce bois n'ont été depuis toujours que les principaux indices de ces merveilles. Regarde en effet, toi qui veux t'instruire. Est-ce que Noé sur un peu de bois n'a pas échappé, par un décret divin, avec ses fils et leurs épouses et avec les animaux de tout genre, à l'extermination du déluge ? — Qu'en est-il encore du bâton de Moïse ? N'est-ce pas une figure de la croix ? Tantôt il change l'eau en sang, tantôt il dévore les serpents fallacieux des magiciens ; ensuite, en frappant la mer, il la divise ; puis, en faisant revenir les eaux en arrière, il engloutit les ennemis en sauvant le peuple de Dieu. Tel fut aussi le bâton d'Aaron, préfiguration de la Croix, qui le même jour a fleuri et désigné le grand prêtre légitime. — C'est encore la croix qu'Abraham annonça, lors-qu’après avoir lié son fils Isaac, il le plaça sur le bois du bûcher.
C'est par la croix que la mort a été tuée, et Adam a été rendu à la vie. C'est par la croix que tous les Apôtres ont été glorifiés, tous les martyrs couronnés, tous les saints sanctifiés. C'est par la croix que nous avons revêtu le Christ et dépouillé l'homme ancien. C'est par la croix que nous avons été ramenés comme les brebis du Christ, et que nous sommes rassemblés dans la bergerie d'en haut. »

— St Théodore Studite. Lectionnaire Festif de Dieu et Commentaires, Materne Pendoue, in Tome IV, Les corps ontologiques.